# Diamanda Galás
Diamanda Galás (San Diego, California; 29 de agosto de 1955) es una vocalista, performer, compositora y pianista concertista estadounidense de raíces griegas. Ha incursionado desde sus inicios en la música de vanguardia, manejando un sonido experimental y sórdido característico, a veces denominado "galasiano". Otros géneros omnipresentes en su catálogo son el jazz, góspel, blues, darkwave, entre otros.
Es conocida por su talento como pianista y su distintiva voz lírica, de 5.4 octavas y un semitono de amplitud, descripta como «capaz de provocar los más terroríficos sonidos vocales». Galás usa frecuentemente un estilo de canto propio del blues y la ópera, alternando sonidos polifónicos entre lírico y gutural, incluyendo diálogos, gritos, lamentos y glosas, que son parte de su inconfundible idiosincrasia artística. Se ha entrenado vocalmente en el bel canto, manteniendo así con disciplina su calidad vocal a lo largo de su trayectoria. Su trabajo se centra mayoritariamente en temas sociales como el VIH/sida, la insania mental, la desesperación, la condenación, el ocultismo, la injusticia, la opresión social a minorías y la pérdida de la dignidad.
Ha trabajado con varios compositores vanguardistas, como Iannis Xenakis, Vinko Globokar y John Zorn; e incluso trabajó con el prestigioso compositor de música clásica y de bandas sonoras Wojciech Kilar, en el célebre OST del film Bram Stoker's Dracula. En su extensa trayectoria abocada a la música experimental, también se ha permitido colaborar con artistas fuera de su zona de confort, como Alan Wilder (ex Depeche Mode), John Paul Jones de Led Zeppelin, Jane's Addiction y hasta la icónica banda pop Erasure.

## Biografía

### Primeros años

#### Sus raíces griegas
Sus familiares maternos provenían de Maniatis, Arcadia, aunque su madre nació en Dover, Nuevo Hampshire, donde trabajó en el restaurante familiar junto a sus ocho hermanos y hermanas. Por otro lado, su familia paterna provenía de Esmirna, a excepción de una de sus abuelas, que era de Alejandría, Egipto. Su padre nació en Lynn, Massachusetts, trabajó en una fábrica de pantalones y como músico en una banda de jazz donde tocaba el trombón y el bajo. A pesar de que luego debió trabajar como conserje para mantener a la familia, finalmente él y su esposa estudiaron en la universidad, donde él se recibió como profesor de mitología griega, manteniendo al mismo tiempo su trabajo como profesor, músico y conserje. Si bien sus padres eran griego-ortodoxos, poseían en realidad una visión agnóstica, la cual Diamanda resumió en la frase «muchos griegos estarían de acuerdo conmigo cuando digo que ser ateo griego-ortodoxo es estar convencido de la existencia del Diablo sin esperanzas sobre la existencia de Dios».
Diamanda visitó en algunas ocasiones a sus familiares griegos en Atenas y Maniati, también posee parientes en Katarsos, y Turquía, además de los ya mencionados, y realizó varios conciertos en el país al que pertenecen sus raíces. Su familia la influenció desde joven, por un lado su padre, que era un músico talentoso y solía tocar con ella, principalmente música árabe y griega, aunque no estaba de acuerdo en que fuese cantante, para lo cual recibió, sin embargo, el apoyo de su madre, indiferentemente del hecho de que esta no fuese artista. Diamanda estudió jazz y música clásica desde una edad temprana, aspecto que puede apreciarse al escuchar su obra, y a los catorce años se unió a la Orquesta Sinfónica de San Diego.

#### Primeras actuaciones
Estudió artes escénicas en la Universidad de California. Durante esta época, alrededor de 1974, trabajó con un grupo de travestis en las calles de Oakland, actividad durante la cual solía cantar, lo que la llevó a descubrir nuevas formas de expresarse con su voz, a pesar de que no se dedicaba a la música en ese momento. Sus comienzos con este nuevo estilo de canto tuvieron lugar entre 1975 y 1977 en hospitales para enfermos mentales y sanatorios de San Diego, aunque luego lo dejaría, ya que no se consideraba a sí misma como una terapeuta, si bien la experiencia le había parecido interesante. Durante los últimos años de la década de 1970 tocó el piano en la escena de San Diego, junto a artistas de jazz como Bobby Bradford, Mark Dresser, Roberto Miranda, Butch Morris y David Murray, los cuales practicaban la improvisación frecuentemente, como es usual en el jazz.
Luego viajó a Francia, donde realizó su primera actuación, en el Festival d'Avignon de 1979, en el cual interpretó el papel principal de la ópera de Vinko Globokar  titulada Un jour comme un autr, la cual se basaba en documentación perteneciente a Amnistía Internacional sobre el arresto y tortura del que fue víctima una mujer turca, por una supuesta traición.

### Plague Mass
Galás alcanzó cierto reconocimiento internacional con “Women with Steak Knives”, perteneciente al álbum The Litanies of Satan, pero recibió aún más atención con su disco doble de 1991, el controversial Plague Mass, grabado en la Catedral de San Juan el Divino situada en la ciudad de Nueva York. En este disco Diamanda arremetió contra la Iglesia católica (y la sociedad en general) por la indiferencia que esta mostraba para con los enfermos de sida, denuncia que llevó a cabo usando textos bíblicos. Según la revista Terrorizer “la iglesia parece estar destinada a arder con música, no con fuego”. 

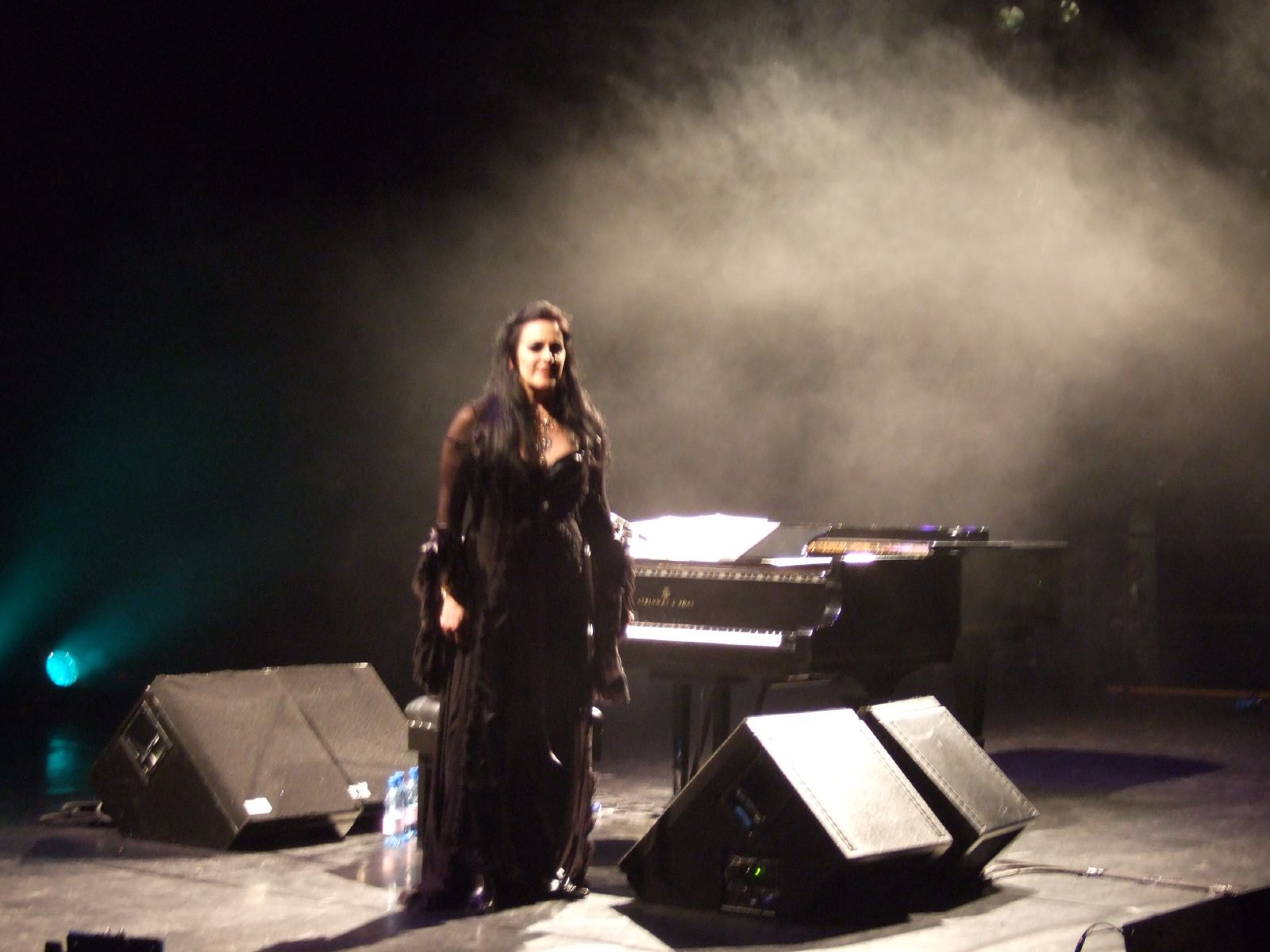
Diamanda Galás en el QE Hall en Londres

Plague Mass es un álbum con versiones en vivo de canciones que pertenecen a la trilogía de discos titulada Masque of the Read Death, que había realizado Galás a finales de los 80s. Luego de que la trilogía comenzase a ser grabada, contrajo sida su hermano, el dramaturgo Philip-Dimitri Galás (1954-1986), lo que inspiró a Diamanda a redoblar sus esfuerzos, dando como resultado la performance luego sería Plague Mass. Su hermano había sido quien la acercara a una estética con matices de cabaret y la motivara a leer autores como Nietzsche, Antonin Artaud, Gérard de Nerval, Gore Vidal, Baudelaire, y Lautreamont, además de compartir un profundo interés en la obra de Edgar Allan Poe.
Durante la grabación de los tres discos Diamanda decidió tatuarse en sus nudillos la frase “We are all HIV+” (todos somos VIH positivo) como expresión de desilusión ante la ignorancia y apatía que mostraba la gente en relación con el sida. Además de manifestar por medios artísticos los problemas que las víctimas de esta enfermedad estaban sufriendo, también se involucró con acciones más directas, como lograr que las investigaciones sobre la enfermedad siguieran un camino más apropiado, conseguir mejoras legislativas que amparasen más adecuadamente a quienes padecían el virus de inmunodeficiencia y preocuparse por pacientes cuyas familias no los acompañaban durante la internación, precisamente por el rechazo que la enfermedad generaba en la sociedad. Su hermano, que murió durante la grabación del último disco de la trilogía, se mostró muy agradecido por sus esfuerzos de hacer públicos estos problemas.

### Su faceta más tradicional
En 1994 colaboró con John Paul Jones, exbajista de Led Zeppelin, quien la admiraba desde sus comienzos como artista, y a quien ella también admiraba. De forma casual se enteraron de su mutua apreciación por el trabajo del otro y decidieron reunirse para hacer un álbum en forma conjunta, lo que dio como resultado The Sporting Life. Es probablemente el disco más cercano al Rock de toda su carrera y está compuesto casi en su totalidad de material original.
Diamanda también interpretó blues, tocando un repertorio de diversas canciones, en las cuales siempre se destaca su particular estilo de piano y vocales, como en “Let My People Go”, perteneciente al disco You Must Be Certain of the Devil, tercer volumen de la trilogía. Esta faceta de su trabajo puede encontrarse de forma más representativa en su álbum de 1992 The Singer, donde realizó covers de algunos artistas de la talla de Willie Dixon, Roy Acuff y Screamin' Jay Hawkins, acompañando estas interpretaciones con su piano. Para este álbum grabó varias canciones más tradicionales que las que normalmente interpretaba, entre las cuales se encuentra “Gloomy Sunday”, en la no muy conocida versión de Desmond Carter. Muchos de los covers de este disco, que además del blues incursionan en el góspel, son canciones que habían sido cantadas por esclavos negros del sur de los Estados Unidos, sin embargo, Galás dedicó el disco a las víctimas de virus del HIV que luchan diariamente contra esta enfermedad.
En 1995 colaboró haciendo coros para el álbum Erasure, de la banda Erasure, en los temas “Rock Me Gently” y Angel.

### 1996 – actualidad
Diamanda publicó un libro titulado The Shit of God, el cual contiene muchos de sus primeros escritos, y fue publicado, según ella, debido a que muchas personas no podían entenderla mientras interpretaba sus canciones.
En 1997, Galás prestó su voz para un disco doble en honor a Edgar Allan Poe titulado  Closed on Account of Rabies. Entre los músicos invitados se encuentran Iggy Pop, Debbie Harry, Jeff Buckley y Marianne Faithfull, además del actor Christopher Walken.

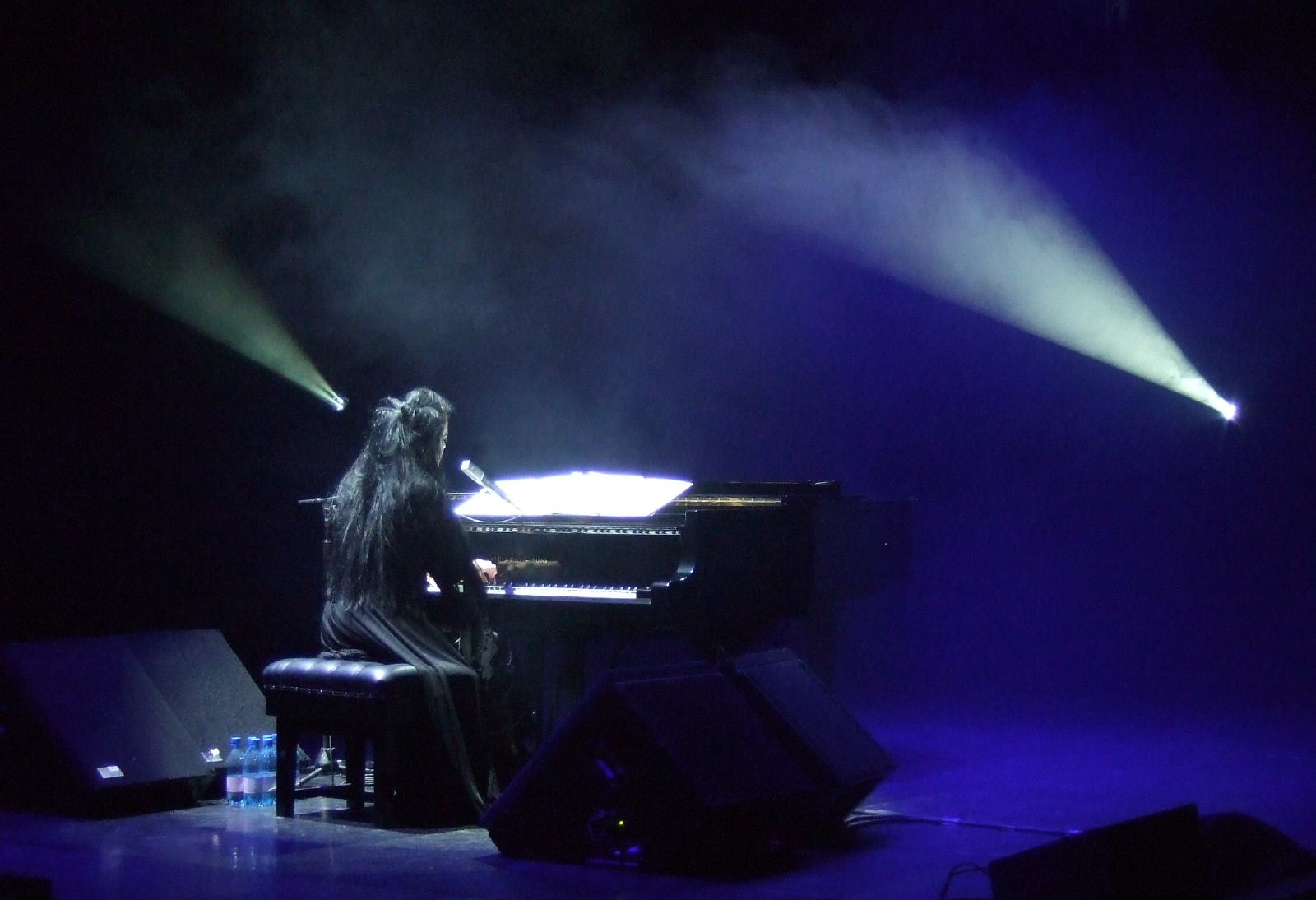

En el año 2000 trabajó con la banda Recoil (proyecto solista de Alan Wilder, integrante de Depeche Mode), colaborando en el disco Liquid y en dos sencillos.
A finales del 2003, lanzó el álbum Defixiones, Will and Testament: Orders from the Dead, un homenaje conmemorativo de 80 minutos a los armenios, griegos, asirios y helénicos víctimas del genocidio armenio. Con "Defixiones" se refiere a las advertencias escritas en las lápidas griegas contra la eliminación de los restos de los muertos, dirigidas a los saqueadores de tumbas turcos. Galás había sido marcada por historias que su padre le contó desde su juventud, siempre relacionadas con las traumáticas experiencias que tuvieron que sufrir las víctimas de esta matanza, historias que a su vez le habían sido contadas a él por el abuelo de Diamanda, y que dejarían una huella en el modo de relacionarse con sus raíces. En este disco utilizó poesías de César Vallejo, Siamanto y Adonis. En su primer disco, The litanies of Satan, había interpretado poesías de Charles Baudelaire, Paul Celan, Pier Paolo Pasolini, Henri Michaux y Gerard de Nerval.
En el 2005 le fue otorgado el premio Demetrio Stratos por Carrera Internacional.
Guilty Guilty Guilty (2008), At Saint Thomas The Apostle Harlem y All the Way (2017) son tres álbumes en vivo con versiones de clásicos de jazz, soul y blues compuestos por autores como Albert Ayler, Thelonious Monk, Don Robey o Joseph  Kosma. 
El disco Broken Gargoyles (2022) supuso su regreso a la composición después de casi veinte años, siendo su primera obra con material estrictamente original desde Defixiones. Concebido inicialmente como parte de una instalación sonora en un antiguo leprosario de Hannover, se compone de dos extensas piezas para electrónica, piano y voz. Las letras son poemas del expresionista Georg Heym sobre los horrores de la Primera Guerra Mundial. El crítico e historiador musical Piero Scaruffi ha elogiado Broken Gargoyles como el mejor trabajo de Galás en veinte o treinta años.

## Actuaciones
El estilo de música que Diamanda ha interpretado en toda su carrera, sumado a la fuerte presencia de sus actuaciones, por las cuales es habitualmente reconocida, la han llevado a realizar varios conciertos en los que interpretó una larga selección de canciones, desde las más tradicionales a las más experimentales. Algunos de los siguientes conciertos han sido editados en formato disco; Reap What You Sow, Malediction and Prayer: Concert for the Damned, Frenzy: Concert for Aileen Wuornos, Burning Hell, La Serpenta Canta, Songs of Exile y Guilty Guilty Guilty. Algunas de estas selecciones de canciones fueron categorizadas como “canciones de amor homicida”. Otro tema que trató en ciertas ocasiones fue la pena de muerte. El ya mencionado Frenzy: Concert for Aileen Wuornos, fue dedicado a la asesina serial Aileen Wuornos, que fue ejecutada en el 2002. El recital incluyó covers de las canciones “Iron Lady” de Phil Ochs y "I'm So Lonesome I Could Cry" de Hank Williams.

## Colaboraciones en films
Interpretó la voz de los muertos en The Serpent and the Rainbow, además de encargarse de la canción final de la película con un cover de una canción de Schwartz-Dietz titulada “Dancing in the Dark”. También aportó su voz y música para la película El Inmortal, de Mercedes Moncada. En la banda sonora de la película  The Last Of England, dirigida por Derek Jarman aparecen dos canciones de Galás, "Le Treizième Revient" y "Exeloume". También proporcionó su voz y música para la banda sonora de la película Drácula, dirigida por Francis Ford Coppola, donde también interpretó la voz de Lucy y un grupo de vampiresas, e hizo lo mismo con el personaje de la bruja en la película Conan el bárbaro, dirigida por John Milius. Extractos de canciones pertenecientes a diferentes álbumes de Galás, como "I Put a Spell On You", "Vena Cava", "The Lord is My Shepherd", y "Judgement Day" fueron usados para la película Natural Born Killers de Oliver Stone. También ha tenido este tipo de apariciones en la ficción latinoamericana de gran éxito Resistiré (telenovela), suceso de la TV argentina del 2003, donde en varios capítulos se ha utilizado la pieza "The Ring of Fire (Sanguis Vita Est)" y demás vocalizaciones de Galás empleadas anteriormente en Bram Stoker's Dracula.
Su más reciente colaboración en soundtracks fue en el OST de la popular película El Conjuro, en la pieza titulada "Witch Comes Through".

## Discografía
- 1982 – The Litanies of Satan, notable por la pieza homónima, cuya letra es un poema de Charles Baudelaire, extraído de “Les Fleurs du Mal”.
- 1984 – Diamanda Galás.
También conocido como Panoptikon o The Metalanguage album.
- 1986 – The Divine Punishment.
- 1986 – Saint of the Pit.
- 1988 – Double-Barrel Prayer (single)
- 1988 – You Must Be Certain of the Devil
- 1988 – Masque of the Red Death
Trilogía (The Divine Punishment, Saint of the Pit y You Must Be Certain of the Devil)
- 1989 – The Litanies of Satan
- 1989 – The Divine Punishment & Saint of the Pit
- 1991 – Plague Mass, (End of the Epidemic) (en vivo con canciones de la trilogía)
- 1992 – The Singer
- 1993 – Vena Cava
- 1993 – Masque of the Red Death (recopilatorio)
- 1993 – Judgement Day (VHS)
- 1994 – The Sporting Life (con John Paul Jones)
- 1996 – Schrei X
Part 1 - Schrei 27 (Studio) / Part 2 - Schrei X Live
- 1998 – Malediction and Prayer (en vivo)
- 2003 – La Serpenta Canta[28](en vivo)
- 2003 – Defixiones, Will And Testament[29] (en vivo)
- 2008 – Guilty Guilty Guilty (en vivo)
- 2010 – You're My Thrill TBA Mute (en vivo)
- 2017 – At Saint Thomas The Apostle Harlem (en vivo)
- 2017 – All The Way (en vivo)
- 2020 – De-formation: Piano Variations (single)
- 2022 – Broken Gargoyles
- 2024 – Diamanda Galás in Concert